# ChangesTwoBowie
ChangesTwoBowie, lanzado en 1981, es un álbum recopilatorio del músico y compositor británico David Bowie lanzado por RCA Records. Tanto el título como la presentación del álbum siguen el estilo de la primera recopilación de Bowie lanzada por RCA, ChangesOneBowie de 1976. Además de sencillos posteriores a 1976, el álbum contiene canciones de la carrera inicial de Bowie que no aparecen en ChangesOne. No obstante, no repitió los éxitos de venta de la primera recopilación, llegando al puesto número 27 en el Reino Unido y al número 68 en las listas estadounidenses.

## Lista de canciones
Todas las canciones compuestas por David Bowie, excepto donde se indique lo contrario.
1. "Aladdin Sane (1913-1938-197?)" (de Aladdin Sane, 1973) – 5:08
2. "Oh! You Pretty Things" (de Hunky Dory, 1971) – 3:13
3. "Starman" (de Ziggy Stardust, 1972) – 4:13
4. "1984" (de Diamond Dogs, 1974) – 3:25
5. "Ashes to Ashes" (de Scary Monsters (and Super Creeps), 1980) – 3:39
6. "Sound and Vision" (de de Low, 1977) – 3:24
7. "Fashion" (de "Scary Monsters (and Super Creeps)", 1980) – 3:24
8. "Wild Is the Wind" (de Station to Station, 1976) – 5:59
9. "John, I’m Only Dancing (Again)" (de "John, I’m Only Dancing (Again)" single, 1979) – 6:59
10. "DJ" (de Lodger, 1979) – 3:23

### Reedición de 1998 de EMI
En 1998 EMI, relanzó ChangesTwoBowie; esta versión sólo mantiene cinco de las que aparecían en el recopilatorio original y añade trece nuevas
1. "Oh! You Pretty Things"
2. "Life on Mars?"
3. "Starman"
4. "Hang on to Yourself"
5. "Aladdin Sane (1913-1938-197?)"
6. "Fame" (Bowie, Carlos Alomar, John Lennon)
7. "Fascination" (Bowie, Luther Vandross)
8. "TVC 15"
9. "Sound and Vision"
10. "Helden" (Bowie, Brian Eno)
11. "DJ"
12. "Scary Monsters (and Super Creeps)"
13. "Under Pressure" (Freddie Mercury, Brian May, John Deacon, Roger Taylor, Bowie)
14. "Cat People (Putting Out Fire)" (Bowie, Giorgio Moroder)
15. "This Is Not America" (Pat Metheny, Lyle Mays, Bowie)
16. "Loving the Alien"
17. "Absolute Beginners"
18. "Strangers When We Meet"

## Listas
Álbum
| Año  | Lista                | Posición |
| ---- | -------------------- | -------- |
| 1982 | UK Albums Chart      | 27       |
| 1982 | Billboard Pop Albums | 68       |

## Certificaciones
| Organización      | Nivel | Fecha               |
| ----------------- | ----- | ------------------- |
| BPI – Reino Unido | Oro   | 12 de enero de 1982 |